# La Más Draga (México)
La Más Draga es un concurso de telerrealidad mexicano, en donde distintas dragas (drag queens) mexicanas y latinoamericanas compiten realizando diversos retos semana tras semana para encontrar a La Más Draga de México y Latinoamérica, a través de diferentes pruebas, ya sea de canto, actuación, comedia o baile. El objetivo del programa es visibilizar el arte drag de México, con retos que ponen en valor a la cultura mexicana. Cada semana una participante es eliminada al debatirse en un show de doblaje. El programa es transmitido exclusivamente a través de la plataforma de YouTube.

## Formato
Cada semana las concursantes enfrentan una serie de desafíos, guiados y aconsejados por Juan Carmona, consejeros auxiliareis e invitados. Por episodio se lleva a cabo un  chiqui-reto y una pasarela de acuerdo a un tema de cultura mexicana donde cada participante demuestra su versatilidad y creatividad para convertirse en "La más" de la noche. Los jueces las evalúan en una gala donde las dos participantes con menor puntuación se enfrentarán en un “reto de doblaje” donde solo una participante será salvada. La eliminada pasará al drag-altar donde será por siempre recordada. 
De entre las finalistas se elige a la ganadora y es nombrada "La Más Draga" de México.

## Elenco

### Conductores y jurado
| Nombre                   | Ocupación                                                      | Temporadas       | Temporadas     | Temporadas     | Temporadas | Temporadas     | Temporadas |  |
| Nombre                   | Ocupación                                                      | 1                | 2              | 3              | 4          | 5              | 6          |  |
| ------------------------ | -------------------------------------------------------------- | ---------------- | -------------- | -------------- | ---------- | -------------- | ---------- |  |
| Johnny Carmona           | Comunicador y profesor universitario                           | Coach/Juez       | Coach/Juez     | Coach/Juez     | Coach      | Coach          | Coach      |  |
| Yari Mejia               | Diseñadora, estilista, cantante y modelo                       | Jueza            | Jueza          | Jueza          | Jueza      | Jueza          | Jueza      |  |
| Bernardo Vázquez "Letal" | Drag Queen y maquillista profesional                           | Jueza/Drag Altar | Jueza          | Jueza          | Jueza      | Jueza          | Jueza      |  |
| Lorena Herrera           | Actriz y cantante                                              | Jueza/Conductora |                |                |            |                |            |  |
| Vanessa Claudio          | Actriz, conductora y modelo                                    | Jueza Invitada   | Conductora     |                |            |                |            |  |
| Karla Díaz               | Cantante                                                       |                  |                | Conductora     |            |                |            |  |
| Pepe y Teo               | Productores, autores, actores, youtubers, estrellas de reality |                  |                | Coach          | Coach      |                |            |  |
| Ricky Lips               | Transformista                                                  |                  | Jueza Invitada | Jueza Invitada | Jueza      | Jueza Invitada |            |  |
| Roberto Carlo            | Conductor                                                      |                  |                |                | Conductor  | Juez Invitado  |            |  |
| Raquel Martínez          | Actriz y Bailarina                                             |                  |                |                |            | Jueza          | Jueza      |  |
| Maca Carriedo            | Conductora                                                     |                  |                |                |            | Conductora     |            |  |
| Marisol González Casas   | Actriz, conductora y modelo                                    |                  |                |                |            |                | Conductora |  |
| Alexis 3XL               | Drag Queen y ganadora de La Más Draga 2                        |                  |                |                |            |                | Coach      |  |

## Temporada 1

### Temporada 1
La primera temporada se estrenó el 8 de mayo de 2018 y finalizó el 19 de junio de 2018. Siete drag queens originarias de Ciudad de México compitieron por la corona y el título de “La Más Draga”. Los premios para la ganadora fueron: $50,000 pesos mexicanos y una dotación de maquillaje patrocinado por Nyx. La ganadora fue Deborah "La Grande".

#### Participantes - Temporada 1
| Lugar | Participante        | Nombre                          | Lugar de residencia | Edad                               | Retos ganados | Resultado      |
| ----- | ------------------- | ------------------------------- | ------------------- | ---------------------------------- | ------------- | -------------- |
| 1º    | Deborah "La Grande" | Ramses Molina                   | Ciudad de México    | 14 de mayo de 1988 (37 años)       | 0             | Ganadora       |
| 2º    | Margaret Y Ya       | Margaret Peltier                | Ciudad de México    | 13 de mayo de 1994 (31 años)       | 2             | Reina Suplente |
| 3º    | Bárbara Durango     | Barbara de la Asunción Martínez | Ciudad de México    | 15 de agosto de 1993 (31 años)     | 1             | Finalistas     |
| 4º    | Eva Blunt           | Pablo Levy Morales              | Ciudad de México    | 15 de enero de 1987 (38 años)      | 1             | Finalistas     |
| 5º    | Lana Boswell        | Alan de Jesús Cruz              | Ciudad de México    | 11 de mayo de 1993 (32 años)       | 0             | 3ª eliminada   |
| 6º    | Debra Men           | Ángel Moncada                   | Ciudad de México    | 22 de septiembre de 1991 (33 años) | 0             | 2ª eliminada   |
| 7º    | Cordelia Durango    | Carlos Rodríguez Picón          | Ciudad de México    | 27 de marzo de 1990 (35 años)      | 1             | 1ª eliminada   |

#### Progreso
| Concursante         | Ep. 1 Diva | Ep. 2 Quinceañera | Ep. 3 Thalía | Ep. 4 Alebrije | Ep. 5 Dramática | Ep. 6 Día de Muertas | Ep. 7 Final    |
| ------------------- | ---------- | ----------------- | ------------ | -------------- | --------------- | -------------------- | -------------- |
| Deborah "La Grande" | MENOS      | SALV              | BAJA         | ALTA           | MENOS           | Compitiendo          | Ganadora       |
| Margaret y Ya       | ALTA       | LA MÁS            | ALTA         | LA MÁS         | MENOS           | Compitiendo          | Reina Suplente |
| Bárbara Durango     | BAJA       | SALV              | MENOS        | MENOS          | LA MÁS          | Compitiendo          | Finalistas     |
| Eva Blunt           | SALV       | BAJA              | LA MÁS       | BAJA           | ALTA            | Compitiendo          | Finalistas     |
| Lana Boswell        | SAFE       | MENOS             | ALTA         | ELIM           |                 | Invitada             | Invitada       |
| Debra Men           | MENOS      | ALTA              | ELIM         |                |                 | Invitada             | LMQ            |
| Cordelia Durango    | LA MÁS     | ELIM              |              | Invitada       |                 | Invitada             | Invitada       |

     El o la concursante recibió el título de "La más draga" de la temporada.
     El o la concursante fue finalista de la temporada.
     El o la concursante fue finalista de la temporada.
     La concursante ganó el reto y fue nombrada "La Más" del episodio.
     La concursante recibió una de las puntuaciones más altas del episodio.
     La concursante recibió una puntuación suficiente para avanzar al siguiente episodio.
     La concursante recibió una de las puntuaciones más bajas pero suficiente para avanzar al siguiente episodio.
     La concursante recibió una de las puntuaciones más bajas del episodio, fue nombrada "La Menos" y nominada para eliminación.
     La concursante recibió menos votos del jurado en el show de doblaje y fue eliminada de la competencia.
     La concursante reaparece como invitada en el episodio.
     La concursante fue votada por el público como La Más Querida (Miss Simpatía).

#### Retos de Doblaje
| 1 | "Besamé mucho" (Susana Zabaleta)                                             | Deborah La Grande | vs. | Debra Men         | Ninguna          |
| 2 | "Quinceañera/Enferma de Amor/El baile del sapito" (Timbiriche, JNS, Belinda) | Lana Boswell      | vs. | Cordelia Durango  | Cordelia Durango |
| 3 | "Arrasando" (Thalia)                                                         | Barbara Durango   | vs. | Debra Men         | Debra Men        |
| 4 | "Cielo Rojo" (Regina Orozco)                                                 | Barbara Durango   | vs. | Lana Boswell      | Lana Boswell     |
| 5 | "Dos mujeres, Un camino" (Laura León)                                        | Margaret y Ya     | vs. | Deborah La Grande | Ninguna          |

     La concursante fue eliminada después de su primer doblaje.
     La concursante fue eliminada después de su segundo doblaje.
     La concursante fue eliminada después de su tercer doblaje.
     La concursante fue eliminada después de su cuarto doblaje.

## Temporada 2

### Temporada 2
La segunda temporada se estrenó a través de la misma plataforma el 30 de abril de 2019 y terminó su emisión el 25 de junio de 2019. Se destacó al haber cambios desde una nueva locación de grabación hasta un nuevo escenario y camerino para las 10 personas integrantes del elenco. Los premios para la ganadora fueron $100,000.00 en efectivo por parte de Pure For Men y una dotación de maquillaje NYX Professional Makeup valuada en $50,000. El premio a La Más Querida consistió en un vuelo redondo para dos personas a Nueva York cortesía de Viva.

#### Participantes - Temporada 2
| Lugar | Participante      | Participante      | Nombre                          | Lugar de residencia | Edad                            | Selección      | Retos ganados | Resultado      |
| ----- | ----------------- | ----------------- | ------------------------------- | ------------------- | ------------------------------- | -------------- | ------------- | -------------- |
| 1º    | Alexis 3XL        | Alexis 3XL        | Itzel Moreno                    | Monterrey, N.L.     | 7 de agosto de 1995 (29 años)   | Audiciones MTY | 2             | Ganadora       |
| 2º    | Sophia Jiménez    | Sophia Jiménez    | Guillermo Jiménez               | Guadalajara, Jal.   | 2 de febrero de 1992 (33 años)  | Audiciones GDL | 3             | Reina Suplente |
| 3º    | Gvajardo          | Gvajardo          | Pablo Guajardo                  | Monterrey, N.L.     | 14 de octubre de 1993 (31 años) | Secretísima    | 1             | Finalista      |
| 4º    | Job Star          | Job Star          | José Job Carrisalez Sánchez     | Saltillo, Coah.     | 30 de marzo de 1989 (36 años)   | Audiciones MTY | 0             | 6ª eliminada   |
| 5º    | Soro Nasty        | Soro Nasty        | Luis Soro                       | Monterrey, N.L.     | 16 de marzo de 1990 (35 años)   | Pase directo   | 0             | 5ª eliminada   |
| 6º    | Amelia Waldorf    | Amelia Waldorf    | Amelia Chávez Quezada           | Ciudad de México    | 12 de febrero de 1998 (27 años) | Secretísima    | 0             | 4ª eliminada   |
| 7º    | Red Rabbit Duo    | Gala Varo         | Jesús Meza Arroyo               | Guadalajara, Jal.   | 1 de mayo de 1989 (36 años)     | Audiciones GDL | 1             | 3ª eliminadas  |
| 7º    | Red Rabbit Duo    | Génesis Faux      | Hugo López                      | Guadalajara, Jal.   | 31 años                         | Audiciones GDL | 1             | 3ª eliminadas  |
| 8º    | Leandra Rose      | Leandra Rose      | Joshua Ontiveros                | Progreso, Yuc.      | 30 de octubre de 1994 (30 años) | Audiciones MÉR | 0             | 2ª eliminada   |
| 9º    | Nina de la Fuente | Nina de la Fuente | Vicente Alejandro Arias Fuentes | Ciudad de México    | 2 de julio de 1992 (33 años)    | Secretísima    | 0             | 1ª eliminada   |

#### Progreso
| Concursante       | Ep. 1 Típica | Ep. 2 Religiosa | Ep. 3 Luchona | Ep. 4 Piñata | Ep. 5 Juanga | Ep. 6 Independiente | Ep. 7 Villana | Ep. 8 Día de Muertas | Ep. 9 Gran Final |
| ----------------- | ------------ | --------------- | ------------- | ------------ | ------------ | ------------------- | ------------- | -------------------- | ---------------- |
| Alexis 3XL        | ALTA MENOS   | ALTA            | ALTA          | LA MÁS       | SALV         | LA MÁS              | MENOS         | Compitiendo          | Ganadora         |
| Sophia Jimenez    | LA MÁS       | SALV            | LA MÁS        | ALTA         | LA MÁS       | SALV                | MENOS         | Compitiendo          | Reina Suplente   |
| Gvajardo          | LA MÁS       | MENOS           | BAJA          | MENOS        | SALV         | ALTA                | MENOS         | Compitiendo          | Finalista        |
| Job Star          | MENOS BAJA   | ALTA            | ALTA          | MENOS        | ALTA         | MENOS               | ELIM          | Invitada             | Invitada         |
| Soro Nasty        | SALV         | SALV            | MENOS         | SALV         | MENOS        | ELIM                |               | Invitada             | Invitada         |
| Amelia Waldorf    | MENOS        | SALV            | SALV          | SALV         | ELIM         |                     |               | Invitada             | LMQ              |
| Red Rabbit Duo    | BAJAS        | LAS MÁS         | SALV          | ELIM         |              |                     |               | Invitada             | Invitada         |
| Leandra Rose      | SALV         | BAJA            | ELIM          | Invitada     |              |                     |               | Invitada             | Invitada         |
| Nina De La Fuente | SALV         | ELIM            |               | Invitada     |              |                     |               | Invitada             | Invitada         |

     El o la concursante recibió el título de "La más draga" de la temporada.
     El o la concursante fue finalista de la temporada.
     El o la concursante fue finalista de la temporada.
     La concursante ganó el reto y fue nombrada "La Más" del episodio.
     La concursante recibió una de las puntuaciones más altas del episodio.
     La concursante recibió una puntuación suficiente para avanzar al siguiente episodio.
     La concursante recibió una de las puntuaciones más bajas pero suficiente para avanzar al siguiente episodio.
     La concursante recibió una de las puntuaciones más bajas del episodio, fue nombrada "La Menos" y nominada para eliminación.
     La concursante recibió una de las puntuaciones más bajas del episodio, recibió el título de "La Menos" pero tuvo que realizar un dos retos de doblaje.
     La concursante recibió menos votos del jurado en el show de doblaje y fue eliminada de la competencia.
     La concursante reaparece como invitada en el episodio.
     La concursante fue votada por el público como La Más Querida (Miss Simpatía).
     La concursante estuvo entre las menos, pero fue salvada debido a la ruptura de reglas de otra concursante.
     La concursante estuvo entre los mejores lugares del capítulo, pero fue nominada para eliminación por romper el contrato de confidencialidad.

#### Retos de Doblaje
| 1 | "Macumba" (La Sonora Dinamita)                                               | Alexis 3XL                                               | vs.                                                      | Amelia Waldorf                                           | Ninguna           |
| 2 | "Soy Virgencita/El Calcetín" (Astrid Hadad)                                  | Gvajardo                                                 | vs.                                                      | Nina de la Fuente                                        | Nina de la Fuente |
| 3 | "Los Luchadores/Tlacoyo Con Co-K Lait" (Conjunto Africa) (Regina Orozco)     | Soro Nasty                                               | vs.                                                      | Leandra Rose                                             | Leandra Rose      |
| 4 | "Amor A La Mexicana/Lindo Pero Bruto" (Thalia) "A Quien Le Importa" (Thalia) | Job Star Vs. Gvajardo Vs. Red rabbit duo                 | Job Star Vs. Gvajardo Vs. Red rabbit duo                 | Job Star Vs. Gvajardo Vs. Red rabbit duo                 | Red Rabbit Duo    |
| 5 | "Caray/Esta Noche Voy A Verla" (Juan Gabriel)                                | Soro Nasty                                               | vs.                                                      | Amelia Waldorf                                           | Amelia Waldorf    |
| 6 | "Me Lloras" (Gloria Trevi)                                                   | Job Star                                                 | vs.                                                      | Soro Nasty                                               | Soro Nasty        |
| 7 | "Este Hombre No Se Toca/Dejame Volver Contigo" (Rocio Banquells) (Dulce)     | Alexis 3XL Vs. Sophia Jimenez Vs. Gvajarado Vs. Job Star | Alexis 3XL Vs. Sophia Jimenez Vs. Gvajarado Vs. Job Star | Alexis 3XL Vs. Sophia Jimenez Vs. Gvajarado Vs. Job Star | Job Star          |

     La concursante fue eliminada después de su primer doblaje.
     La concursante fue eliminada después de su segundo doblaje.
     La concursante fue eliminada después de su tercer doblaje.
     La concursante fue eliminada después de su cuarto doblaje.

## Temporada 3

### Temporada 3
La tercera temporada se estrenó el 22 de septiembre de 2020 y terminó de emitirse el 1 de diciembre de 2020. Las grabaciones se llevaron a cabo en los Estudios Churubusco de la Ciudad de México en febrero de 2020, cuenta con un nuevo camerino y repite el escenario de la edición pasada agregando nuevos elementos a la escenografía. Los premios para la ganadora se trataron de $150,000.00 MXN en efectivo, $50,000 MXN en productos cosméticos de la marca NYX Professional Makeup, $50,000 MXN en productos para cuidado facial junto a un contrato de embajador o embajadora por un año de la marca FOREO. Este año, los títulos a "La Más Querida" y "La Más Volada" se separan y ambos continúan siendo elegidos por el público. La Más Querida se ganó $20,000 MXN por parte de colchones Volttisleep y La Más Volada un vuelo redondo para dos personas a Nueva York cortesía de Viva. El lema de la temporada fue "La más draga chingona" y el tema principal de la temporada fue "Junglam" por la conductora Karla Díaz.

#### Participantes - Temporada 3
| Lugar | Participante   | Nombre                       | Lugar de residencia  | Edad                               | Selección         | Retos ganados | Resultado       |
| ----- | -------------- | ---------------------------- | -------------------- | ---------------------------------- | ----------------- | ------------- | --------------- |
| 1º    | Aviesc Who?    | Luis Jessy Ávila Escamilla   | Guadalajara, Jal.    | 25 de mayo de 1986 (39 años)       | Audiciones GDL    | 1             | Ganadora        |
| 2º    | Madison Basrey | Madison Basoria Herrera      | Guadalajara, Jal.    | 21 de abril de 1994 (31 años)      | Audiciones GDL    | 2             | Reina Suplente  |
| 3º    | Raga Diamante  | Yusef Alejandro Alcalá Tinah | Mérida, Yuc.         | 23 de octubre de 1987 (37 años)    | Secretisima       | 3             | Finalistas      |
| 4º    | Rudy Reyes     | Rodolfo Isaac Renovato Reyes | Monterrey, N.L.      | 4 de enero de 1995 (30 años)       | Audiciones MTY    | 1             | Finalistas      |
| 5º    | Mista Boo      | Alejandro Garza Chapa        | Monterrey, N.L.      | 06 de junio de 1358 (667 años)     | Audiciones MTY    | 1             | 8ª/9ª eliminada |
| 6º    | Memo Reyri     | Guillermo Reyes del Río      | Ciudad de México     | 14 de marzo de 1984 (41 años)      | Secretisimo       | 1             | 8ª/9ª eliminada |
| 7º    | Regina Bronx   | Luis Arnulfo Peña Gutiérrez  | Aguascalientes, Ags. | 27 de diciembre de 1998 (26 años)  | Secretisima       | 1             | 7ª eliminada    |
| 8º    | Iviza Lioza    | Franko Rafael Ayala Pulido   | Ciudad de México     | 8 de abril de 1993 (32 años)       | Audiciones CDMX   | 0             | 6ª eliminada    |
| 9º    | Luna Lansman   | Abraham Sinue Luna Ortiz     | Ciudad de México     | 26 de agosto de 1987 (37 años)     | Audiciones CDMX   | 0             | 5ª eliminada    |
| 10º   | Wynter         | Luis Enrique Cedillo Lozano  | Cd. Victoria, Tamps. | 26 de julio de 1994 (30 años)      | Audiciones MTY    | 0             | 4ª eliminada    |
| 11º   | Huntyy B       | Edgar Fenty de la O          | Ciudad Juárez, Chih. | 16 de mayo de 1993 (32 años)       | Audiciones CD.JRZ | 0             | 3ª eliminada    |
| 12º   | StupiDrag      | José Luis Favila             | Gómez Palacio, Dgo.  | 16 de septiembre de 1990 (34 años) | Secretisima       | 0             | 2ª eliminada    |
| 13º   | Yayoi Bowery   | Jorge Amhed Kahuam           | Ciudad de México     | 28 de noviembre de 1987 (37 años)  | Secretisima       | 0             | 1ª eliminada    |

#### Progreso
| Concursante    | Ep. 1 Suertuda | Ep. 2 Prehispánica | Ep. 3 Fichera | Ep. 4 Chespirito | Ep. 5 Famosa | Ep. 6 Legendaria | Ep. 7 Bella Srta. México | Ep. 8 Buchona | Ep. 9 Antojable | Ep. 10 Día de Muertas | Ep. 11 Gran Final |
| -------------- | -------------- | ------------------ | ------------- | ---------------- | ------------ | ---------------- | ------------------------ | ------------- | --------------- | --------------------- | ----------------- |
| Aviesc Who?    | ALTA           | MENOS              | LA MÁS        | SALV             | ELIM         |                  |                          | ALTA          | MENOS           | Compitiendo           | Ganadora          |
| Madison Basrey | SALV           | ALTA               | ALTA          | SALV             | ALTA         | LA MÁS           | ALTA                     | LA MÁS        | SALV            | Compitiendo           | Reina Suplente    |
| Raga Diamante  | SALV           | LA MÁS             | SALV          | LA MÁS           | ALTA         | SALV             | LA MÁS                   | SALV          | ALTA            | Compitiendo           | Finalistas        |
| Rudy Reyes     | SALV           | SALV               | BAJA          | SALV             | BAJA         | MENOS            | ALTA                     | BAJA          | LA MÁS          | Compitiendo           | Finalistas        |
| Memo Reyri     | ALTO           | SALV               | SALV          | SALV             | EL MÁS       | ALTO             | BAJO                     | MENOS         | ELIM            | Invitado              | Invitado          |
| Mista Boo      | LA MÁS         | SALV               | SALV          | SALV             | SALV         | SALV             | SALV                     | ALTA          | ELIM            | Invitada              | Invitada          |
| Regina Bronx   | SALV           | SALV               | SALV          | MENOS            | LA MÁS       | ALTA             | MENOS                    | ELIM          |                 | Invitada              | Invitada          |
| Iviza Lioza    | BAJA           | SALV               | SALV          | BAJA             | SALV         | BAJA             | ELIM                     |               |                 | Invitada              | Invitada          |
| Luna Lansman   | SALV           | BAJA               | ALTA          | ALTA             | SALV         | ELIM             |                          |               |                 | Invitada              | LMV               |
| Wynter         | SALV           | SALV               | SALV          | ALTA             | ELIM         |                  |                          |               |                 | Invitada              | LMQ               |
| Huntyy B       | SALV           | SALV               | MENOS         | ELIM             |              |                  |                          |               |                 | Invitada              | Invitada          |
| StupiDrag      | MENOS          | ALTA               | ELIM          |                  |              |                  |                          |               |                 | Invitada              | Invitada          |
| Yayoi Bowery   | MENOS          | ELIM               |               |                  |              |                  |                          |               |                 | Invitada              | Invitada          |

     El o la concursante recibió el título de "La más draga" de la temporada.
     El o la concursante fue finalista de la temporada.
     El o la concursante fue finalista de la temporada.

#### Retos de Doblaje
| 1 | "Tsunami" (Yari Mejia)                                  | Yayoi Bowery                             | vs.                                      | Stupidrag                                | Ninguna              |
| 2 | "Bandido" (Ana Bárbara)                                 | Aviesc Who?                              | vs.                                      | Yayoi Bowery                             | Yayoi Bowery         |
| 3 | "Juana (Eternal Version)" (Thalia)                      | Huntyy B                                 | vs.                                      | Stupidrag                                | Stupidrag            |
| 4 | "Vive" (Kabah)                                          | Regina Bronx                             | vs.                                      | Huntyy B                                 | Huntyy B             |
| 5 | "Chacalon" (Maribel Guardia)                            | Aviesc Who?                              | vs.                                      | Wynter                                   | Wynter Aviesc Who?   |
| 6 | "Mi Delirio" (Anahi)                                    | Rudy Reyes                               | vs.                                      | Luna Lansman                             | Luna Lansman         |
| 7 | "De Mí Enamórate" (Daniela Romo)                        | Regina Bronx                             | vs.                                      | Iviza Lioza                              | Iviza Lioza          |
| 8 | "Antes Muerta Que Sencilla" (Los Horóscopos De Durango) | Memo Reyri                               | vs.                                      | Regina Bronx                             | Regina Bronx         |
| 9 | "Que Ricas Son las Papas" (Maribel Guardia)             | Aviesc Who? Vs. Memo Reyri Vs. Mista Boo | Aviesc Who? Vs. Memo Reyri Vs. Mista Boo | Aviesc Who? Vs. Memo Reyri Vs. Mista Boo | Memo Reyri Mista Boo |

     La concursante fue eliminada después de su primer doblaje.
     La concursante fue eliminada después de su segundo doblaje.
     La concursante fue eliminada después de su tercer doblaje.
     La concursante fue eliminada después de su cuarto doblaje.
     Hubo una Doble eliminación.

## Temporada 4

### La Más Draga 4: La Cuarta Transformación

#### Proceso de selección
El 25 de diciembre de 2020, a través de las redes sociales oficiales de La Más Draga, se hizo el anuncio para comenzar la primera etapa de audiciones rumbo a la cuarta temporada. Siguiendo la rutina del año anterior, el proceso constó de dos etapas. Primero, las aspirantes interesada enviaron una vídeo-audición por correo electrónico como solicitud antes del 15 de enero de 2021. Posteriormente, el 21 de enero de 2021, se anunciaron a las 31 aspirantes preseleccionadas quienes se presentaron en una única audición en vivo transmitida el 9 de marzo de 2021. 
Durante la segunda etapa de audiciones presenciales, cada una de las aspirantes presentaron una pasarela y un show de talentos bajo los retos titulados "La Muy Más" y "La Más Feminosa". La conducción del evento quedó a cargo de las exconcursantes Soro Nasty y Gvajardo. El panel de jueces fue integrado por Margaret y Ya, Alexis 3XL y Aviesc Who?.
Al finalizar la emisión, únicamente se confirmó la entrada de una aspirante como parte oficial del elenco de la cuarta temporada mediante la votación del público. En esta ocasión, se permitió audicionar a todas las personas residentes en México sin importar su nacionalidad y se tuvo registro de 795 solicitudes durante la primera etapa de selección.
La cuarta temporada se estrenó el 21 de septiembre de 2021. El lema de la temporada fue " La Cuarta Transformación".

#### Participantes - Temporada 4
| Lugar | Participante       | Nombre                     | Lugar de residencia      | Edad    | Selección               | Retos ganados | Menos | Resultado        |
| ----- | ------------------ | -------------------------- | ------------------------ | ------- | ----------------------- | ------------- | ----- | ---------------- |
| 1°    | Rebel Mörk         | Alfredo Guillermo Figueroa | Monterrey, N.L.          | 26 años | Audiciones              | 1             | 1     | Ganadora         |
| 2°    | C-Pher             | Felipe Rivera              | Antofagasta, Chile       | 30 años | Secreta de las secretas | 3             | 0     | Reina Suplente   |
| 3°    | Iris XC            | Xavier Carreto             | Chihuahua, Chih.         | 26 años | Audiciones              | 0             | 0     | Finalistas       |
| 4°    | Elektra Vandergeld | Eseen Ortiz                | Ensenada, B.C.           | 24 años | Audiciones              | 2             | 3     | Finalistas       |
| 5°    | Leexa Fox          | Axeel Díaz                 | Mexicali, B.C.           | 20 años | Audiciones              | 1             | 3     | 9ª/10ª eliminada |
| 6°    | La Morra Lisa      | Roel Maldonado             | Zacatecas, Zac.          | 28 años | Audiciones              | 0             | 2     | 9ª/10ª eliminada |
| 7°    | Lupita Kush        | Brian Villegas             | Guadalajara, Jal.        | 23 años | Audiciones              | 0             | 3     | 8ª eliminada     |
| 8°    | Vera Cruz          | Brian Escamilla            | Monterrey, N.L.          | 24 años | Secretisima             | 1             | 1     | 6ª/7ª eliminada  |
| 9°    | Georgiana          | Georgie                    | Monterrey, N.L.          | 55 años | La más Votada           | 1             | 3     | 6ª/7ª eliminada  |
| 10°   | Tiresias           | Tabris Berges              | Ciudad de México         | 33 años | Audiciones              | 0             | 3     | 5ª eliminada     |
| 11°   | Paper Cut          | Rafael León                | Ciudad de México         | 24 años | Audiciones              | 1             | 1     | 4° eliminado     |
| 12°   | Sirena             | Gerardo Leija              | Guadalajara, Jal.        | 30 años | Audiciones              | 1             | 1     | 3ª eliminada     |
| 13°   | La Carrera Mami    | Henry Carrera              | Acapulco de Juárez, Gro. | 35 años | Audiciones              | 0             | 2     | 2ª eliminada     |
| 14°   | Aurora Wonders     | Carlos Velasco             | Ciudad de México         | 32 años | Secretisima             | 0             | 1     | 1ª eliminada     |

#### Progreso
| Concursante        | Ep. 1 Folklórica | Ep. 2 Pintada | Ep. 3 Revolucionaria | Ep. 4 Recursiva | Ep. 5 Cachuda | Ep. 6 Famosa | Ep. 7 Rosa Mexicano | Ep. 8 Chola | Ep. 9 Cri Cri | Ep. 10 Imperial | Ep. 11 Día de Muertas | Ep. 12 Gran Final |
| ------------------ | ---------------- | ------------- | -------------------- | --------------- | ------------- | ------------ | ------------------- | ----------- | ------------- | --------------- | --------------------- | ----------------- |
| Rebel Mörk         | SALV             | ALTA          | SALV                 | SALV            | SALV          | SALV         | SALV                | LA MÁS      | BAJA          | MENOS           | Compitiendo           | Ganadora          |
| C-Pher             | SALV             | LA MÁS        | ALTA                 | ALTA            | ALTA          | ALTA EG      | BAJA                | ALTA        | LA MÁS        | LA MÁS          | Compitiendo           | Reina Suplente    |
| Iris XC            | SALV             | SALV          | SALV                 | SALV            | SALV          | SALV         | ALTA                | ALTA        | ALTA          | ALTA            | Compitiendo           | Finalistas        |
| Elektra Vandergeld | SALV             | BAJA          | ALTA                 | LA MÁS          | SALV          | ALTA EG      | LA MÁS              | MENOS       | MENOS         | MENOS           | Compitiendo           | Finalistas        |
| La Morra Lisa      | SALV             | SALV          | SALV                 | SALV            | BAJA          | ALTA EG      | MENOS               | SALV        | ALTA          | ELIM            | Invitada              | Invitada          |
| Leexa Fox          | SALV             | SALV          | SALV                 | SALV            | LA MÁS        | MENOS        | MENOS               | SALV        | SALV          | ELIM            | Invitada              | Invitada          |
| Lupita Kush        | MENOS            | SALV          | BAJA                 | MENOS           | SALV          | SALV         | SALV                | SALV        | ELIM          |                 | Invitada              | Invitada          |
| Georgiana          | BAJA             | MENOS         | SALV MENOS           | SALV            | SALV          | LA MÁS       | SALV                | ELIM        |               |                 | Invitada              | LMQ               |
| Vera Cruz          | ENTRA            | SALV          | ALTA                 | BAJA            | ALTA          | LA MÁS       | ALTA                | ELIM        |               |                 | Invitada              | Invitada          |
| Tiresias           | ALTA             | SALV          | MENOS                | SALV            | MENOS         | ELIM         |                     |             |               |                 | Invitada              | Invitada          |
| Paper Cut          | ALTO             | ALTO          | EL MÁS               | ALTO            | ELIM          |              |                     |             |               |                 | Invitado              | LMV               |
| Sirena             | LA MÁS           | SALV          | SALV                 | ELIM            |               |              |                     |             |               |                 | Invitada              | Invitada          |
| La Carrera         | MENOS            | SALV          | ELIM                 |                 |               |              |                     |             |               |                 | Invitada              | Invitada          |
| Aurora Wonders     | ENTRA            | ELIM          |                      |                 |               |              |                     |             |               |                 | Invitada              | Invitada          |

     El o la concursante recibió el título de "La más draga" de la temporada.
     El o la concursante fue finalista de la temporada.
     El o la concursante fue finalista de la temporada.
     El o la concursante ganó el reto y recibió el título de "Él Más" o "La Más" del episodio.
     El o la concursante recibió una de las puntuaciones más altas del episodio.
     El o la concursante formó parte del equipo ganador.
     El o la concursante recibió una puntuación suficiente para salvarse y avanzar al siguiente episodio.
     El o la concursante recibió una de las puntuaciones más bajas pero suficiente para avanzar al siguiente episodio.
     El o la concursante recibió una de las puntuaciones más bajas del episodio, recibió el título de "Él Menos" o "La Menos" y fue nominado para eliminación.
     El o la concursante recibió una de las puntuaciones más bajas del episodio, recibió el título de "Él Menos" o "La Menos" pero no realizaron el reto de doblaje.
     El o la concursante recibió una puntuación suficiente para salvarse, pero fue nominado para eliminación por la jueza del episodio anterior.
     El o la concursante recibió el voto de él o la jueza invitada en el reto de doblaje y fue eliminada de la competencia.
     El o la concursante recibió el voto por el público como La Más Querida.
     El o la concursante recibió el voto por el público como La Más Volada.
     El o la concursante ingresó a la competencia como participante sorpresa.

#### Retos de Doblaje
| 2  | "Mujer Latina" (Thalia)                                           | Georgiana                                    | vs.                                          | Aurora Wonder                                | Aurora Wonders      |
| 3  | "Prefiero Ser Su Amante" (María José)                             | Georgiana Vs Tiresias Vs la Carrera          | Georgiana Vs Tiresias Vs la Carrera          | Georgiana Vs Tiresias Vs la Carrera          | La Carrera          |
| 5  | "Echalo Pa' Ca" (Sofia Reyes)                                     | Tiresias                                     | vs.                                          | Paper Cut                                    | Paper Cut           |
| 6  | "El Espejo" (Yuri)                                                | Lexxa Fox                                    | vs.                                          | Tiresias                                     | Tiresias            |
| 7  | "Tusa (Version Tropical)" (Laura León)                            | Lexxa Fox                                    | vs.                                          | La Morra Lisa                                | Ninguna             |
| 8  | "Chúntaros Style" (El Gran Silencio)                              | Elektra Vandergeld vs Georgiana Vs Vera Cruz | Elektra Vandergeld vs Georgiana Vs Vera Cruz | Elektra Vandergeld vs Georgiana Vs Vera Cruz | Georgiana Vera Cruz |
| 9  | "El Patio De Mi Casa/No Me Quiero Bañar/La Patita Lulú" (Tatiana) | Elektra Vandergeld-Wynter                    | vs.                                          | Lupita Kush-Mista Boo                        | Lupita Kush         |
| 10 | "Sodio" (Danna Paola)                                             | Rebel Mörk                                   | vs.                                          | La Morra Lisa                                | La Morra Lisa       |
| 10 | "En El Amor Hay Que Perdonar" (Belinda)                           | Elektra Vandergeld                           | vs.                                          | Lexxa Fox                                    | Lexxa Fox           |

     La concursante fue eliminada después de su primer doblaje.
     La concursante fue eliminada después de su segundo doblaje.
     La concursante fue eliminada después de su tercer doblaje.
     La concursante fue eliminada después de su cuarto doblaje.
     Hubo una Doble eliminación.

## Temporada 5

### La Más Draga 5: La Quinta Ola

#### Proceso de selección
El 03 de febrero de 2022, a través de las redes sociales oficiales de La Más Draga, se hizo el anuncio para comenzar la primera etapa de audiciones rumbo a la quinta temporada. Siguiendo la rutina del año anterior, el proceso constó de dos etapas. Primero, las aspirantes interesadas enviaron una vídeo-audición por correo electrónico como solicitud antes del 18 de febrero de 2022. Posteriormente, el 22 de febrero de 2022, se anunciaron a las 30 aspirantes preseleccionadas quienes se presentaron en una única audición en vivo transmitida el 15 de marzo de 2022. 
Durante la segunda etapa de audiciones presenciales, cada una de las aspirantes presentaron una pasarela y una batalla de sincronización de labios uno a uno, aunque no se anunciaron ganadores de cada sincronización de labios. Todas las canciones fueron extraídas de la banda sonora de La Más Draga. La conducción del evento quedó a cargo de las exconcursantes Madison Basrey y Georgiana. El panel de jueces fue integrado por Deborah "La grande", Alexis 3XL, Aviesc Who? y Rebel Mork.
Al finalizar la emisión, únicamente se confirmó el casteo oficial de dos aspirantes como parte oficial del elenco de la quinta temporada mediante la votación del público y la elección del jurado. En esta ocasión, se permitió audicionar a todas las personas cuyos únicos requisitos fueron ser mayor de edad y hablar español.
La quinta temporada se estrenó el 27 de septiembre de 2022. El lema de la temporada fue "La Quinta Ola".

#### Participantes - Temporada 5
| Lugar | Participante       | Nombre          | Lugar de residencia      | Edad    | Selección               | Retos ganados | Resultado         |
| ----- | ------------------ | --------------- | ------------------------ | ------- | ----------------------- | ------------- | ----------------- |
| 1°    | Fifí Estah         | Ángel García    | Lázaro Cárdenas, Mich.   | 28 años | Ganadora de Audiciones  | 3             | Ganadora          |
| 2°    | Paper Cut          | Rafael León     | Ciudad de México         | 24 años | Secreto de las Secretas | 2             | Rey Suplente      |
| 3°    | Liza Zan Zuzzi     | Edgardo Cabrera | Acapulco de Juárez, Gro. | 30 años | La Más Votada           | 1             | Finalista         |
| 4°    | Hidden Mistake     | Maddie Jamett   | Santiago, Chile          | 29 años | Audiciones              | 1             | Finalista Secreta |
| 5°    | Santa Lucía        | Emilio González | Ciudad Neza, Edo de Méx. | 27 años | Audiciones              | 2             | Abandona          |
| 6°    | Gretha White       | Walter Duque    | Medellín, Colombia       | 29 años | Audiciones              | 1             | 6ª Eliminada      |
| 7°    | Peke Balderas      | Daniel Balderas | Monterrey, N.L.          | 30 años | Audiciones              | 1             | 5ª Eliminada      |
| 8°    | Aisha Dollkills    | Andrey Miranda  | San José, Costa Rica     | 20 años | Audiciones              | 0             | 4ª Eliminada      |
| 9°    | Light King         | Juan Correa     | Cali, Colombia           | 26 años | Secretísima             | 0             | Abandona          |
| 10°   | Huma Kyle          | Tony Porras     | Chihuahua, Chih.         | 29 años | Audiciones              | 0             | 3ª Eliminada      |
| 11°   | Isabela y Catalina | Alex y Carlos   | San Diego, California    | 25 años | Secretísimas            | 0             | 2ª Eliminada      |
| 12°   | Deseos Fab         | Alexis Vázquez  | Ciudad de México         | 24 años | La más Votada           | 0             | 1ª Eliminada      |

#### Progreso
| Concursante         | Ep. 1 Artesanal | Ep. 2 Juguete | Ep. 3 A Color | Ep. 4 Recursiva | Ep. 5 Famosa | Ep. 6 Del Toro | Ep. 7 Tejocote | Ep. 8 Futurista | Ep. 9 Lele | Ep. 10 Monja Coronada | Ep. 11 Día de Muertas | Ep. 12 Gran Final | Ep. 12 Gran Final |
| ------------------- | --------------- | ------------- | ------------- | --------------- | ------------ | -------------- | -------------- | --------------- | ---------- | --------------------- | --------------------- | ----------------- | ----------------- |
| Fifí Estah          | SALV            | LA MÁS        | LA MÁS        | SALV            | SALV         | BAJA           | SALV           | MENOS           | SALV       | LA MÁS                | Compitiendo           | Ganadora          | LMV               |
| Paper Cut           | ENTRA           | SALV          | SALV          | EL MÁS          | ALTO         | EL MÁS         | ALTO           | ALTO            | ALTO       | ALTO                  | Compitiendo           | Rey Suplente      | Rey Suplente      |
| Liza Zan Zuzzi      | ALTA            | SALV          | SALV          | MENOS           | LA MÁS       | ALTA           | ALTA           | SALV            | ALTA       | BAJA                  | Compitiendo           | Finalista         | Finalista         |
| Hidden Mistake      | SALV            | SALV          | SALV          | SALV            | BAJA         | MENOS          | LA MÁS         | BAJA            | SALV       | ELIM                  | Invitada              | Finalista Secreta | Finalista Secreta |
| Santa Lucía         | SALV            | MENOS         | SALV          | LA MÁS          | MENOS        | SALV           | SALV           | LA MÁS          | SALV       | ALTA                  | ABAND                 | Invitada          | Invitada          |
| Gretha White        | SALV            | SALV          | MENOS         | SALV            | SALV         | SALV           | SALV           | ALTA            | LA MÁS     | ELIM                  | Invitada              | Invitada          | Invitada          |
| Peke Balderas       | LA MÁS          | ALTA          | ALTA          | SALV            | ALTA         | SALV           | MENOS          | ELIM            |            |                       | Invitada              | Invitada          | Invitada          |
| Aisha Dollkills     | MENOS           | SALV          | ELIM          |                 |              | VUELVE         | ELIM           |                 |            |                       | Invitada              | Invitada          | Invitada          |
| Light King          | SALV            | SALV          | SALV          | ALTA            | SALV         | ALTA           | ABAND          |                 |            |                       | Invitada              | Invitada          | Invitada          |
| Huma Kyle           | ELIM            | BAJA          | SALV          | SALV            | ELIM         | ABDICÓ         |                |                 |            |                       | Invitada              | LMQ               | LMQ               |
| Isabella y Catalina | BAJAS           | ALTAS         | SALV          | ELIM            |              | Invitadas      |                |                 |            |                       | Invitadas             | Invitadas         | Invitadas         |
| Deseos Fab          | SALV            | ELIM          |               |                 |              | Invitada       |                |                 |            |                       | Invitada              | Invitada          | Invitada          |

     El o la concursante recibió el título de "La más draga" de la temporada.
     El o la concursante ostenta el título de "Reina Suplente".
     El o la concursante fue finalista de la temporada.
     El o la concursante ganó el reto y recibió el título de "Él Más" o "La Más" del episodio.
     El o la concursante recibió una de las puntuaciones más altas del episodio.
     El o la concursante formó parte del equipo ganador y fue considerado inmune para el episodio.
     El o la concursante recibió una puntuación suficiente para salvarse y avanzar al siguiente episodio.
     El o la concursante recibió una de las puntuaciones más bajas pero suficiente para avanzar al siguiente episodio.
     El o la concursante recibió una de las puntuaciones más bajas del episodio, fue nominado para eliminación y sobrevivío al Reto de Doblaje.
     El o la concursante recibió el voto de él o la jueza invitada en el reto de doblaje y fue eliminada de la competencia.
     El o la concursante estuvo "Eliminada" pero regresó a la competencia al siguiente episodio.
     El o la concursante de la temporada anterior re-ingresó a la competencia.
     El o la concursante estuvo en "Las Menos" pero utilizo su cápsula de inmunidad para salvarse.
     El o la concursante realizo un reto de doblaje para regresar a la competencia.
     El o la concursante obtuvo la puntuación suficiente para volver a la competencia pero Abdicó.
     El o la concursante abandonó la competencia por su propia voluntad.
     El o la concursante regresó a competir como finalista secreta.
     El o la concursante recibió el voto por el público como La Más Querida.
     El o la concursante recibió el voto por el público como La Más Volada.

#### Retos de Doblaje
| Episodio | Canción                            | Concursantes    | Concursantes | Concursantes        | Eliminada                   |
| -------- | ---------------------------------- | --------------- | ------------ | ------------------- | --------------------------- |
| 1        | "Mexa" (Yari Mejia)                | Aisha Dollkills | vs.          | Huma Kyle           | Huma Kyle                   |
| 2        | "One, Two, Three, GO!" (Belanova)  | Santa Lucia     | vs.          | Deseos Fab          | Deseos Fab                  |
| 3        | "Tu Falta De Querer" (Mon Laferte) | Gretha White    | vs.          | Aisha Dollkills     | Aisha Dollkils              |
| 4        | "Estilazo" (Marshmello & Toskicha) | Liza Zan Zuzzi  | vs.          | Isabella & Catalina | Isabella & Catalina         |
| 5        | "Mírame" (Edith Márquez)           | Santa Lucía     | vs.          | Huma Kyle           | Huma Kyle                   |
| 6        | "Ojos Así" (Shakira)               | Hidden Mistake  | vs.          | Aisha Dollkills     | Ninguna                     |
| 7        | "Las Solteras" (Lola Índigo)       | Peke Balderas   | vs.          | Aisha Dollkills     | Aisha Dollkils              |
| 8        | "Cariñito" (Lila Downs)            | Fifi Estah      | vs.          | Peke Balderas       | Peke Balderas               |
| 10       | "Mangú" (Becky G)                  | Paper Cut       | vs.          | Santa Lucia         | Gretha White Hidden Mistake |
| 10       | "No Mienten" (Becky G)             | Fifi Estah      | vs.          | Liza Zan Zuzzi      | Gretha White Hidden Mistake |
| 10       | "Fulanito" (Becky G)               | Hidden Mistake  | vs.          | Gretha White        | Gretha White Hidden Mistake |

     La concursante fue eliminada después de su primer doblaje.
     La concursante fue eliminada después de su segundo doblaje.
     La concursante fue eliminada después de su tercer doblaje.
     La concursante fue eliminada después de su cuarto doblaje.
     La concursante fue eliminada después de su primer doblaje pero reintegrada a la competencia en episodios posteriores.
     Hubo una Doble eliminación.

## Temporada 6

### La Más Draga 6: El Sexto Sentido

#### Proceso de selección
El 24 de enero de 2023, a través de las redes sociales oficiales de La Más Draga, se hizo el anuncio para comenzar la primera etapa de audiciones rumbo a la sexta temporada. Siguiendo la rutina de años anteriores, el proceso constó de dos etapas. Primero, las aspirantes interesadas enviaron una vídeo-audición por correo electrónico como solicitud antes del 10 de febrero de 2023. Posteriormente, el 14 de febrero de 2023, se anunciaron a las 24 aspirantes preseleccionadas y la primera concursante confirmada (Aries), las aspirantes preseleccionadas se presentaron en una única audición en vivo transmitida el 14 de marzo de 2023.
Durante la segunda etapa de audiciones presenciales, cada una de las aspirantes presentaron una pasarela y una batalla de sincronización de labios uno a uno contra un exconcursante de La Más Draga, aunque no se anunciaron ganadores de cada sincronización de labios. Todas las canciones fueron extraídas de la banda sonora de La Más Draga. La conducción del evento quedó a cargo de las exconcursantes Deseos Fab y Huma Kyle. El panel de jueces fue integrado por Alexis 3XL, Aviesc Who? y Fifí Estah.
Al finalizar la emisión, únicamente se confirmó el casteo oficial de tres aspirantes como parte oficial del elenco de la sexta temporada mediante la votación del público y la elección del jurado. Como en la temporada anterior, se permitió audicionar a todas las personas cuyos únicos requisitos fueron ser mayor de edad y hablar español.
La sexta temporada se estrenó el 12 de septiembre de 2023. El lema de la temporada es "El Sexto Sentido".

#### Participantes - Temporada 6
| Lugar | Participante      | Nombre            | Lugar de residencia         | Edad    | Selección                        | Retos ganados | Resultado        |
| ----- | ----------------- | ----------------- | --------------------------- | ------- | -------------------------------- | ------------- | ---------------- |
| 1º    | Cattriona         | Efrén Peraza      | Mérida, Yuc.                | 21 años | Ganadora de Audiciones           | 2             | Ganadora         |
| 2°    | Juana Guadalupe   | Avisay Márquez    | San Juan de los Lagos, Jal. | 29 años | Elección Sorpresa                | 3             | Reina Suplente   |
| 3°    | Electra Walpurgis | Carlos Corso      | Tuxtla Gutiérrez, Chiapas   | 25 años | Audiciones                       | 2             | Finalistas       |
| 4°    | Aries             | Geovanni Aburto   | Morelia, Michoacán          | 30 años | Pase Directo (Primer Confirmada) | 3             | Finalistas       |
| 5°    | Kelly             | Kelly Caracas     | Orizaba, Veracruz           | 23 años | Audiciones                       | 1             | 9ª/10ª Eliminada |
| 6°    | La Kyliezz        | Rodrigo Tamez     | Monterrey, Nuevo Leon       | 32 años | Audiciones                       | 0             | 9ª/10ª Eliminada |
| 7°    | Dimittra          | Deibis Jordan     | San Cristóbal, Venezuela    | 23 años | Audiciones                       | 0             | 8ª eliminada     |
| 8°    | Shantelle         | Saúl Pecina       | Monterrey, Nuevo Leon       | 22 años | Audiciones                       | 0             | 7ª eliminada     |
| 9°    | Ariel             | Ariel Salas       | Puerto Vallarta, Jalisco    | 24 años | Audiciones                       | 1             | 6ª eliminada     |
| 10°   | Alexis Mvgler     | Alexis Castillo   | Tampico, Tamaulipas         | 29 años | Audiciones                       | 0             | 5ª eliminada     |
| 11°   | Purga             | Jesús Toxqui      | Puebla                      | 20 años | Audiciones                       | 0             | 4ª eliminada     |
| 12°   | Braulio 8000      | Braulio Fernandez | Cuernavaca, Morelos         | 24 años | Audiciones                       | 0             | 3ª eliminada     |
| 13°   | Ank Cosart        | Paulo Magallanes  | San Luis, Argentina         | 33 años | La Más Votada                    | 0             | 1ª/2ª Eliminada  |
| 14°   | Mizz Peaches      | Henry González    | Puerto Vallarta, Jalisco    | 28 años | Audiciones                       | 0             | 1ª/2ª Eliminada  |

#### Progreso
| Concursante       | Ep. 1 Monumental | Ep. 2 Frida | Ep. 3 Picada | Ep. 4 Recursiva | Ep. 5 Floral | Ep. 6 Nahualt | Ep. 7 Azul Peltre | Ep. 8 Animada | Ep. 9 Divina Infantita | Ep. 10 Galardonada | Ep. 11 Dia de muertas | Ep. 12 La Gran Final |
| ----------------- | ---------------- | ----------- | ------------ | --------------- | ------------ | ------------- | ----------------- | ------------- | ---------------------- | ------------------ | --------------------- | -------------------- |
| Cattriona         | SALV             | SALV        | SALV         | LA MÁS          | SALV         | ALTA          | MENOS             | LA MÁS        | ALTA                   | SALV               | Compitiendo           | Ganadora             |
| Juana Guadalupe   | ALTA             | SALV        | LA MÁS       | BAJA            | LA MÁS       | SALV          | LA MÁS            | SALV          | ALTA                   | SALV               | Compitiendo           | Reina Suplente       |
| Electra Walpurgis | ALTA             | ALTA        | ALTA         | ALTA            | SALV         | SALV          | SALV              | ALTA          | LA MAS                 | LA MAS             | Compitiendo           | Finalistas           |
| Aries             | SALV             | LA MAS      | SALV         | LA MAS          | ALTA         | LA MAS        | BAJA              | ALTA          | SALV                   | SALV               | Compitiendo           | Finalistas           |
| Kelly             | LA MÁS           | SALV        | SALV         | ALTA            | SALV         | MENOS         | SALV              | MENOS         | MENOS                  | ELIM               | Invitada              | Invitada             |
| La Kyliezz        | SALV             | BAJA        | BAJA         | MENOS           | MENOS        | SALV          | ALTA              | SALV          | SALV                   | ELIM               | Invitada              | LMQ                  |
| Dimittra          | BAJA             | SALV        | SALV         | ALTA            | BAJA         | SALV          | ALTA              | SALV          | ELIM                   |                    | Invitada              | Invitada             |
| Shantelle         | SALV             | SALV        | ALTA         | BAJA            | ALTA         | MENOS         | SALV              | ELIM          |                        |                    | Invitada              | Invitada             |
| Ariel             | SALV             | SALV        | SALV         | LA MÁS          | ALTA         | ALTA          | ELIM              |               |                        |                    | Invitada              | Invitada             |
| Alexis Mvgler     | SALV             | SALV        | SALV         | ALTA            | SALV         | ELIM          |                   |               |                        |                    | Invitada              | Invitada             |
| Purga             | SALV             | SALV        | MENOS        | MENOS           | ELIM         |               |                   |               |                        |                    | Invitada              | Invitada             |
| Braulio 8000      | SALV             | ALTA        | ELIM         |                 |              |               |                   |               |                        |                    | Invitada              | Invitada             |
| Ank Cosart        | MENOS            | ELIM        |              |                 |              |               |                   |               |                        |                    | Invitada              | Invitada             |
| Mizz Peaches      | MENOS            | ELIM        |              |                 |              |               |                   |               |                        |                    | Invitada              | Invitada             |

     El o la concursante recibió el título de "La más draga" de la temporada.
     El o la concursante ostenta el título de "Reina Suplente".
     El o la concursante fue finalista de la temporada.
     El o la concursante ganó el reto y recibió el título de "Él Más" o "La Más" del episodio.
     El o la concursante recibió una de las puntuaciones más altas del episodio.
     El o la concursante recibió una puntuación suficiente para salvarse y avanzar al siguiente episodio.
     El o la concursante recibió una de las puntuaciones más bajas pero suficiente para avanzar al siguiente episodio.
     El o la concursante recibió una de las puntuaciones más bajas del episodio, fue nominado para eliminación, perdió el doblaje, pero la ganadora del doblaje tuvo la oportunidad de salvarla y la salvo.
     El o la concursante recibió una de las puntuaciones más bajas del episodio, fue nominado para eliminación y sobrevivió al Reto de Doblaje.
     El o la concursante recibió el voto de él o la jueza invitada en el reto de doblaje y fue eliminada de la competencia.
     El o la concursante estuvo en "Las Menos" pero utilizo su inmunidad para salvarse del doblaje.
     El o la concursante estuvo Salvado/a pero perdió el mini-reto del episodio y fue enviado/a directamente a reto de doblaje.
     La concursante estuvo entre las menos, pero fue salvada del reto de doblaje.
     El o la concursante ganó el maxi-reto del día.
     El o la concursante recibió el voto por el público como La Más Querida.

#### Retos de Doblaje
| Episodio | Canción                                 | Concursantes                          | Concursantes                          | Concursantes                          | Eliminada               |
| -------- | --------------------------------------- | ------------------------------------- | ------------------------------------- | ------------------------------------- | ----------------------- |
| 2        | "En la obscuridad" (Belinda)            | Mizz Peaches                          | vs.                                   | Ank Cosart                            | Mizz Peaches Ank Cosart |
| 3        | "20 Segundos" (Gloria Trevi)            | Purga                                 | vs.                                   | Braulio 8000                          | Braulio 8000            |
| 4        | "Tu dama de hierro" (Marisela)          | La Kyliezz                            | vs.                                   | Purga                                 | Ninguna                 |
| 5        | "Flores" (Kenia Os)                     | La Kyliezz                            | vs.                                   | Purga                                 | Purga                   |
| 6        | "Mermelada" (Mariana Seoane)            | Shantelle vs. Kelly vs. Alexis Mvgler | Shantelle vs. Kelly vs. Alexis Mvgler | Shantelle vs. Kelly vs. Alexis Mvgler | Alexis Mvgler           |
| 7        | "Yo te diré" (Miranda! & Lali)          | Cattriona                             | vs.                                   | Ariel                                 | Ariel                   |
| 8        | "Azucar Amargo" (Fey)                   | Kelly                                 | vs.                                   | Shantelle                             | Shantelle               |
| 9        | "La chapa que vibran" (La Materialista) | Kelly                                 | vs.                                   | Dimittra                              | Dimittra                |
| 10       | "Disciplina" (Lali)                     | Elektra Walpurguis                    | vs.                                   | Juana Guadalupe                       | La Kyliezz Kelly        |
| 10       | "SloMo" (Chanel Terrero)                | La Kyliezz                            | vs.                                   | Cattriona                             | La Kyliezz Kelly        |
| 10       | "El Anillo" (Jennifer Lopez)            | Aries                                 | vs.                                   | Kelly                                 | La Kyliezz Kelly        |

     La concursante fue eliminada después de su primer doblaje.
     La concursante fue eliminada después de su segundo doblaje.
     La concursante fue eliminada después de su tercer doblaje.
     La concursante fue eliminada después de su cuarto doblaje.
     Hubo una Doble eliminación.

## Solo Las Más

### Solo Las Más Temporada 1
El 06 de febrero de 2024, a través de las redes sociales oficiales de La Más Draga, se dio a conocer el panel de jueces y conductores de la primera temporada de "Solo Las Más".
El elenco se dio a conocer tres semanas después, el 27 de febrero de 2024, a través de un tráiler en el que se mostraba a las siete concursantes que regresaban de la segunda, tercera y cuarta temporadas regulares, así como la inclusión sorpresa de una nueva concursante en la franquicia: Velvetine. Además, se reveló que la fecha de lanzamiento completa sería el 19 de marzo de 2024.

#### Participantes
| Posición | Concursante    | Lugar de residencia   | Edad | Temporada   | Lugar Original | Estrellas doradas | Estrellas Rosadas | Resultado      |
| -------- | -------------- | --------------------- | ---- | ----------- | -------------- | ----------------- | ----------------- | -------------- |
| 1°       | C-Pher         | Antofagasta, Chile    | 31   | Temporada 4 | Finalista      | 3                 | 2                 | Ganadora       |
| 2°       | Madison Basrey | Guadalajara, Jal.     | 33   | Temporada 3 | Finalista      | 1                 | 2                 | Reina Suplente |
| 3°       | Sirena         | Guadalajara, Jal.     | 31   | Temporada 4 | 12°            | 3                 | 0                 | Finalistas     |
| 4°       | Georgiana      | Monterrey, Nuevo Leon | 30   | Temporada 4 | 8°/9°          | 2                 | 0                 | Finalistas     |
| 5°       | Soro Nasty     | Monterrey, Nuevo Leon | 33   | Temporada 2 | 5°             | 1                 | 2                 | eliminada      |
| 6°       | Rudy Reyes     | Monterrey, Nuevo Leon | 30   | Temporada 3 | Finalista      | 0                 | 2                 | eliminada      |
| 7°       | Velvetine      | Monterrey, Nuevo Leon | 32   | N/A         | N/A            | 0                 | 1                 | eliminada      |
| 8°       | Gvajardo       | Monterrey, Nuevo Leon | 31   | Temporada 2 | Finalista      | 0                 | 0                 | eliminada      |

#### Progreso
| Concursante    | Ep. 1 Alebrije | Ep. 2 Religiosa | Ep. 3 Suertuda | Ep. 4 Pintada/Thalia | Ep. 4 Pintada/Thalia | Ep. 5 Del Toro | Ep. 6 La Muy Más/Semifinal | Ep. 6 La Muy Más/Semifinal | Ep. 6.5 Conteo Estrellas | Ep. 7 La Revancha | Ep. 8 Gran Final |
| -------------- | -------------- | --------------- | -------------- | -------------------- | -------------------- | -------------- | -------------------------- | -------------------------- | ------------------------ | ----------------- | ---------------- |
| C-Pher         | LA MÁS         | CASI MAS        | SALV           | LA MÁS               | SALV                 | MENOS          | LA MÁS                     | SALV                       | Finalista                | Compitiendo       | Ganadora         |
| Madison Basrey | CASI MAS       | MENOS           | SALV           | SALV                 | SALV                 | CASI MÁS       | SALV                       | DOB                        | Finalista                | Compitiendo       | Reina Suplente   |
| Sirena         | SALV           | LA MÁS          | LA MÁS         | SALV                 | SALV                 | SALV           | SALV                       | MENOS                      | Finalista                | Compitiendo       | Finalistas       |
| Georgiana      | SALV           | SALV            | DOB            | SALV                 | LA MÁS               | SALV           | SALV                       | DOB                        | Finalista                | Compitiendo       | Finalistas       |
| Soro Nasty     | SALV           | SALV            | CASI MÁS       | CASI MÁS             | MENOS                | LA MÁS         | SALV                       | SALV                       | ELIM                     | Invitada          | Invitada         |
| Rudy Reyes     | SALV           | SALV            | CASI MÁS       | SALV                 | SALV                 | SALV           | CASI MÁS                   | PERDIÓ                     | ELIM                     | Invitada          | Invitada         |
| Velvetine      | MENOS          | PERDIÓ          | ALMA           | ALMA                 | CASI MÁS             | MENOS          | SALV                       | SALV                       | ELIM                     | Invitada          | LMQ              |
| Gvajardo       | SALV           | SALV            | MENOS          | SALV                 | DOB                  | SALV           | SALV                       | SALV                       | ELIM                     | Invitada          | LMR              |

     La concursante se le otorgó la estrella dorada del reto (o mega reto) y recibió el título de "La Más" del episodio.
     La concursante recibió una estrella rosa y recibió el título de "Casi la Más" del episodio.
     La concursante recibió el voto de sus compañeras en el purgatorio, se le otorgo la estrella negra.
     La concursante recibió el voto de sus compañeras en el purgatorio, se le otorgo la estrella negra, pero ganó el reto de doblaje.
     La concursante recibió el voto de sus compañeras en el purgatorio, realizó el reto de doblaje, ganó y además recibió una estrella dorada por ser la semifinal.
     La concursante fue elegida por la ganadora del anterior doblaje para realizar doblaje en este episodio, perdió y recibió la estrella negra.
     La concursante fue elegida por la ganadora del anterior doblaje para realizar doblaje en este episodio, pero ganó y se salvó de recibir la estrella negra.
     La concursante hizo doblaje por ser la menos en el reto pasado, pero ganó el reto de doblaje.
     La concursante realizó doblaje para ser la última finalista, y ganó el reto de doblaje.
     La concursante perdió el reto de doblaje recibiendo dos estrellas negras siendo bloqueada de recibir retroalimentación y críticas de los jueces.
     La concursante recibió el título de "La más de las más" de la temporada.
     La concursante fue votada por el público para el puesto de reina suplente.
     La concursante fue finalista de la temporada.

#### Tabla de Estrellas
| Concursante    | E1  | E2  | E3  | E4  | E4.1 | E5  | E5.1 | E6  | E6.1  | Puntajes Finales |
| -------------- | --- | --- | --- | --- | ---- | --- | ---- | --- | ----- | ---------------- |
| C-Pher         | DOR | ROS |     | DOR |      |     | NEG  | DOR |       | 19               |
| Madison Basrey | ROS |     |     |     |      | DOR | ROS  |     |       | 12               |
| Georgiana      |     |     | DOR |     | DOR  |     |      |     |       | 12               |
| Gvajardo       |     |     | NEG |     |      |     |      |     |       | -2               |
| Rudy Reyes     |     |     | ROS |     |      |     |      | ROS | NEGx2 | 2                |
| Sirena         |     | DOR | DOR |     |      |     |      |     | DOR   | 18               |
| Soro Nasty     |     |     | ROS | ROS | NEG  |     | DOR  |     |       | 10               |
| Velvetine      | NEG | NEG |     |     | ROS  |     |      |     |       | -1               |

     Estrella dorada. +6 puntos
     Estrella dorada en chiquirreto. +6 puntos
     Estrella dorada en doblaje. +6 puntos
     Estrella rosa. +3 puntos
     Estrella negra -2 puntos

#### Retos de Doblaje
| 2                    | "El coco no" (Roberto Junior Y Su Bandeño)    | Madison Basrey | vs. | Velvetine      | Velvetine  |
| 3                    | "Sexy Dance" (Paulina Rubio)                  | Georgiana      | vs. | Gvajardo       | Gvajardo   |
| 4                    | "Si una vez" (Selena)                         | Gvajardo       | vs. | Soro Nasty     | Soro Nasty |
| 5                    | "Dejame Vivir" (Rocío Dúrcal ft Juan Gabriel) | C-Pher         | vs. | Velvetine      | C-Pher     |
| 6                    | "A Quien le Importa" (Thalía)                 | Sirena         | vs. | Rudy Reyes     | Rudy Reyes |
| Doblaje de Desempate |                                               |                |     |                |            |
| 6                    | "Todos Me Miran" (Gloria Trevi)               | Georgiana      | vs. | Madison Basrey | Ninguna    |

     La concursante perdió el reto de doblaje, recibiendo una estrella negra y siendo sentenciada a hacer doblaje de nuevo el siguiente episodio.
     La concursante perdió el reto de doblaje, recibiendo una segunda estrella negra y siendo "eliminada" de la competencia.

#### Historial de votos en "El Purgatorio"
| Concursante              | Ep. 1                  | Ep. 2                               | Ep. 3                         | Ep. 4                             | Ep. 5                 | Ep. 6    |
| ------------------------ | ---------------------- | ----------------------------------- | ----------------------------- | --------------------------------- | --------------------- | -------- |
| C-Pher                   | Velvetine              | Gvajardo                            | Gvajardo                      | Sirena                            | Velvetine             |          |
| Georgiana                | Velvetine              | Madison                             | Gvajardo                      | Madison                           | C-Pher                | TBA      |
| Gvajardo                 | Velvetine              | Madison                             | Georgiana                     |                                   | C-Pher                | TBA      |
| Madison                  | Velvetine              | Georgiana                           | Gvajardo                      | Soro                              | Velvetine             | TBA      |
| Rudy                     | Velvetine              | Georgiana                           | Gvajardo                      | Soro                              | Velvetine             | TBA      |
| Sirena                   | Velvetine              | Gvajardo                            | Gvajardo                      | Soro                              | Velvetine             | TBA      |
| Soro                     | Velvetine              | Madison                             | Gvajardo                      | Rudy                              |                       | TBA      |
| Velvetine                | Sirena                 |                                     | Rudy                          | Sirena                            | C-Pher                | TBA      |
|                          |                        |                                     |                               |                                   |                       |          |
| Resultado de la Votación | 7: Velvetine 1: Sirena | 3: Madison 2: Georgiana 2: Gvajardo | 6:Gvajardo 1:Georgiana 1:Rudy | 4: Soro 2:Sirena 1:Madison 1:Rudy | 4: Velvetine 3:C-Pher | ?:Sirena |
| Estrella Negra           | Velvetine              | Madison                             | Gvajardo                      | Soro                              | Velvetine             | Rudy     |

- En el episodio 3, Velvetine aunque estuvo eliminada se le otorgó el derecho de votar en el purgatorio por su desempeño en el reto.

- En el episodio 4, Velvetine recibió una estrella rosa, aunque estuvo eliminada, se le otorgó el derecho de votar en el purgatorio.

## Temporada 7

### La Más Draga 7: El Séptimo Sello

#### Proceso de selección
El 29 de junio de 2024, a través de las redes sociales oficiales de La Más Draga, se hizo el anuncio para comenzar la primera etapa de audiciones rumbo a la séptima temporada. El 6 de agosto de 2024 se dieron a conocer a lxs 33 aspirantes para presentarse a las audiciones en vivo. El 17 de septiembre de 2024 se realizaron las audiciones en vivo a través del canal oficial de YouTube.